# Rozalén del Monte
Rozalén del Monte è un comune spagnolo di 75 abitanti situato nella comunità autonoma di Castiglia-La Mancia.